# Rust Foundation
Rust Foundationは、Rustプログラミング言語とエコシステムを管理する非営利団体である。
Amazon Web Services、Google、ファーウェイ、マイクロソフト及びMozilla Foundationらによって、2021年2月8日に設立された。
Mozilla Foundationは全ての商標とcrates.ioを含む全てのインフラストラクチャー資産をRust Foundationに譲渡した。